# Насекомикс
„Насекомикс“ (Nasekomix) е българска музикална група, чийто стил може да се определи като смесица от електронна музика, джаз, рок, пънк, инди, фюжън, трип-хоп.

## Основаване
Групата е основана през 2001 година в София от Андрония Попова – Рони (Monday Morning), Александър Янев (ex Panican Whyasker), Тодор Карастоянов – tkrst (ex Анимационерите) и Михаил Йосифов (Vendetta, SkinFlick, B.F.D.M.). Поводът за събирането е покана да участие на младежки музикален фестивал в Падуа, Италия, отправена към Monday Morning, която останалата част от групата отказва, заради което Рони по спешност събира нова група с други музиканти. По-късно към Насекомикс се присъединяват Александър Даниел – Санди (барабани, Ambient Anarchist) и Георги Дончев (електро-контрабас, контрабас), а Александър Янев и Тодор Карастоянов – tkrst напускат групата.

## Предистория
Андрония Попова е завършила пиано и класическо пеене в музикалното училище „Любомир Пипков“, а след това – арт мениджмънт в НБУ и вокална педагогика в Софийския университет. Впоследствие е приета в музикалния колеж Менис в Ню Йорк, но не завършва, поради липса на средства. Рони участва и в музиката към филма „Прогноза“ на Зорница-София, както и в „Светът е голям и спасение дебне отвсякъде“ на Стефан Командарев.
Георги Дончев е учил джаз в Бъркли Колидж, САЩ, и е свирил със световни изпълнители като Найджъл Кенеди. Александър Даниел и Михаил Йосифов също имат музикално образование, дипломирали са се в НБУ. Тодор Карастоянов е самобитен музикант.

## Албуми
Насекомикс имат един мултимедиен албум – „Insectomix“ и сингъла „градАД“, преди да добият популярност с песните „Инжектирай ме с любов“ и „Lady Song“ към саундтрака на филма „Източни пиеси“ на Камен Калев.
В края на октомври 2009 година издават първия си студиен албум „Adam’s Bushes, Eva’s Deep“, продукция на английския продуцент Ilian Walker (a.k.a. DJ iLS) и Ангел Христанов (Арт Етърнал). 
Албумът среща положителни отзиви от критиката и бързо добива популярност.

## Концерти
Насекомикс имат множество концертни участия в страната, а също и в Италия, Германия, Франция, Испания, Полша. Групата изнася успешни концерти при премиерните прожекции на „Източни пиеси“ на фестивалите в Сараево и Кан през 2009 година. През март 2010 г. групата изнася концерт в Париж на премиерата на филма „Източни пиеси“, а скоро след това участва във Виенския Balkan Fever Festival 2010 – feminin с концерт в клуб OST, Виена.
През май 2010 г. групата започва концертно турне във Варна, Велико Търново, Бургас, Русе, Пловдив и София.

## Членове
- Андрония Попова (Рони) – вокали, акордеон, клавири;
- Михаил Йосифов – китара, клавири, беквокали;
- Георги Дончев – електро-контрабас, контрабас;
- Александър Даниел (Санди) – барабани.

Предишни
- Тодор Карастоянов (tkrst) – клавири, барабани;
- Александър Янев.

Текстове на песните:
- Марий Росен;
- Андрония Попова (Рони).